# Saint Seiya - I Cavalieri dello zodiaco
Saint Seiya - I Cavalieri dello zodiaco (聖闘士星矢?, Seinto Seiya) è un manga scritto e disegnato da Masami Kurumada, serializzato sulla rivista Weekly Shōnen Jump di Shūeisha dal 1985 al 1990. In Italia è conosciuto anche con il titolo I Cavalieri dello zodiaco. 
I capitoli settimanali sono stati poi raccolti in formato tankobon a partire dal 1986 per un totale di 28 volumetti. Il fumetto è stato poi trasposto in animazione dalla Toei Animation, che lo adattò in una serie televisiva animata dal 1986 al 1989. Successivamente venne realizzata una trilogia di serie OAV rilasciate fra il 2002 e il 2008, per adattare in animazione gli ultimi capitoli non trasposti all'epoca della serie televisiva.
A partire dal 2002 sono stati prodotti anche vari manga spin-off di altri autori, e la pubblicazione di un sequel diretto da parte dell'autore originale dal 2006 al 2024.  Fra il 2017 e il 2019 sono stati prodotti dei capitoli extra del manga originale, poi raccolti nell'edizione shinosoban (denominataSaint Seiya Final Edition) la cui pubblicazione è iniziata in Giappone a partire dal 2021 ad opera di Akira Shoten, mentre in Italia da ottobre 2022 da parte dell'editore Star Comics.

## Trama
Il manga narra le avventure di un gruppo di ragazzi giapponesi (Seiya, Shiryu, Hyoga, Shun e Ikki) allenatisi per diventare Saint: i guerrieri consacrati alla dea Atena che sin dai tempi del mito lottano per proteggere l'umanità e il pianeta Terra dagli attacchi delle altre divinità, vestendo speciali armature denominate Cloth che rappresentano le 88 costellazioni moderne.
La trama del manga si divide in tre saghe chiamate rispettivamente The Sanctuary, The Poseidon e The Hades.
Nella prima saga i cinque giovani protagonisti devono aiutare la giovane reincarnazione di Atena (Saori Kido) a riconquistare il suo Santuario, base operativa dell'ordine dei Saint: tredici anni prima il legittimo Grande Sacerdote della dea (Sion dell'Ariete) venne ucciso e rimpiazzato dal Saint dei Gemelli (Saga), il quale poi cercò anche di uccidere la neonata in cui la divinità si era appena reincarnata per potere in seguito dominare il mondo. Gli avversari di questa prima parte sono i Black Saint guidati da Ikki (inizialmente avverso agli altri protagonisti), e successivamente i Silver Saint e i Gold Saint (ignari della corruzione del Grande Sacerdote) agli ordini del Saint dei Gemelli.
Nella seconda saga i cinque Saint e Atena devono invece combattere contro il dio del mare Poseidone e i suoi guerrieri Marine, intenzionati a purificare la Terra da un'umanità corrotta attraverso un nuovo Diluvio Universale.
La terza saga vede invece la battaglia di Atena e dei suoi guerrieri contro il dio dell'oltretomba Hades (presentato come vero nemico della dea) che, come Poseidone, vuole sterminare l'umanità (attraverso però un'eclisse di sole eterna che farebbe piombare l'intero pianeta in un'era glaciale), aiutato dai suoi guerrieri infernali, i cento otto Specter.
In coda alla prima saga, alla fine del tredicesimo volume, Kurumada ha anche aggiunto una storia breve avente come protagonista Hyoga dal titolo "Natassia del paese di ghiaccio", dove appaiono la città di Blue Grado e i Blue Warrior.

## Edizioni giapponesi
La prima edizione nel manga conta in totale 28 volumi tankōbon, e ha goduto di quattro ristampe in vari formati (fra cui una versione Deluxe); in seguito ha beneficiato di un'edizione aizōban, uscita nel 1995 e persino di una bunkoban nel 2001 (15 volumi), e poi una kanzenban uscita nel 2006 (22 volumi), e tre edizioni (2002, 2007 e 2012) chiamate "Remix".
I 28 volumi originali hanno venduto in totale 25,3 milioni di copie, risultando nel 2007 al 20º posto nella classifica manga più venduti pubblicati sul famoso contenitore settimanale di manga della Weekly Shonen Jump della Shueisha.
Oltre 34,4 milioni sono i volumi venduti al momento del lancio della campagna pubblicitaria per il film remake in computer grafica Legend Of Sanctuary nel 2014, attestandosi tra i cento manga più venduti di sempre in tutto il mondo.
Nel 2021 è iniziata la pubblicazione di un'edizione shinosoban intitolata Saint Seiya Final Edition, ad opera questa volta dell'Akita Shoten (già editore dei manga spin-off pubblicati dal 2002) contente dialoghi e disegni revisionati. Quest'ultima edizione incorpora al suo interno le tre serie di capitoli speciali pubblicate dall'autore fra il 2017 e il 2019 sulla rivista Shonen Champion: Saint Seiya Episode 0 (uscito fra dicembre 2017 e febbraio 2018), Saint Seiya: Origin (tra dicembre 2018 e gennaio 2019) e infine Saint Seiya Destiny (dicembre 2019). In quest'ultima edizione gli archi narrativi del Santuario e di Poseidone sono stati rinomati Saint Seiya - Episode Athena e Saint Seiya - Episode Poseidon.

## Edizioni italiane
La prima edizione italiana viene pubblicata da Granata Press da luglio del 1992 a giugno del 1994 con il titolo I Cavalieri dello zodiaco in 42 volumi, lunghi circa un 2/3 di uno originale e con il senso di lettura all'occidentale (da sinistra verso destra). L'adattamento riprende in parte quello della serie animata, con la differenza che i nomi italiani sono usati solo per quei personaggi che nella serie non vengono chiamati con quello della propria costellazione (di conseguenza si hanno Cristal Il Cigno e Sirio Il Dragone che combattono insieme a Seiya di Pegasus, Shun di Andromeda e Ikki di Phoenix), mentre i nomi degli attacchi dei vari guerrieri vennero in parte lasciati in originale (seppure con una traslitterazione imprecisa; ne è un esempio il colpo del personaggio di Shaina dell'Ofiuco, traslitterato come Thunder Crow al posto di Thunder Claw), in parte tradotti e/o adattati in italiano oppure furono chiamati con il nome dell'adattamento televisivo.
Dal 2000 il manga viene pubblicato dalla casa editrice perugina Star Comics. La seconda edizione venne lanciata a pochi mesi dal rilancio televisivo su Italia 1, da giugno del 2000 a settembre del 2002 sulla collana Shot con il titolo Saint Seiya - I Cavalieri dello zodiaco, a cura dei Kappa Boys e si basava direttamente sui 28 volumi dell'edizione tankobon originale. A differenza della precedente edizione Granata, l'edizione Shot presentava la lettura giapponese (da destra verso sinistra) ed era suddivisa in ventotto volumi (come la pubblicazione originaria giapponese) e presentava nomi originali per colpi e personaggi, mentre quelli dei luoghi erano talvolta italianizzati (è il caso del tempio di Atena, indicato come Santuario al posto del termine inglese Sanctuary, utilizzato in originale). Nel 2008 la Star Comics pubblicò poi la versione italiana della kanzenban con il titolo  I Cavalieri dello zodiaco - Saint Seiya Perfect Edition (ristampata poi nel 2020, con un formato anche più grande), caratterizzata da numerose pagine a colori all'interno dei volumi. A partire da fine 2022, viene messa in commercio anche l'edizione italiana dell'ultima shinosoban di Akita Shoten, sotto il titolo  I Cavalieri dello zodiaco - Saint Seiya Final Edition  sempre da Star Comics.

## Artbook o libri
- Burning Blood: artbook celebrativo dei 23 anni di carriera di Kurumada che contiene varie immagini dei suoi manga tra cui Saint Seiya.
- Cosmo Special: scritto da Kurumada e uscito nel 1988, contiene l'Hypermyth ossia la storia dell'origine della vita sulla Terra, della nascita delle divinità e delle varie guerre sacre combattute dagli dei fino alla battaglia contro Poseidone. Sono inoltre presenti due capitoli di Otoko Zaka, manga di Kurumada precedente ai Cavalieri.
- Kurumada best and bund 2014, due libretti relativi all'autore dove sono descritte le sue opere con vari disegni, tra cui Saint Seiya.
- Saint Seiya Encyclopedia è un volume enciclopedico dedicato al manga classico di Saint Seiya uscito nel 2000 e curato dal gruppo Project Seiya.
- Saint Seiya 30 Shunen Kinen Gashu, Seiiki - Sanctuary. Artbook delle illustrazioni per la celebrazione dei trenta anni del manga di Saint Seiya, lanciato il 21 ottobre 2016 dall'editore Takarajimash in Giappone. Contiene numerose immagini colorate del manga, alcune scene del manga con i dialoghi, immagini di molti colpi segreti di vari personaggi, schede dei personaggi e una sezione intitolata "Heroine Meikan Seiya".[14]

## Videogiochi
Vari videogiochi sono stati realizzati nel corso degli anni per PlayStation 2, PlayStation 3, PlayStation 4, Windows PC, cellulari e smartphone sulla serie classica di Saint Seiya che ripercorrono la storia della serie originale. I personaggi di Saint Seiya compaiono anche all'interno di alcuni videogiochi crossover con altre proprietà di Weekly Shōnen Jump, Pegasus difatti compare in J-Stars Victory Vs come unico personaggio giocabile del franchise, mentre in Jump Force sia Pegasus che Sirio sono dei personaggi giocabili.

## Action Figure (die-cast, Myth Cloth)
Negli anni 90 in tutto il mondo è stata commercializzata la prima linea di giocattoli(action figure) sui numerosi personaggi di Saint Seiya, arrivata anche nei negozi in tutta Italia sotto il marchio Giochi Preziosi (tale linea ha il nome di die-cast).
I  Saint Cloth Myth  聖闘士聖衣神話 (Saint Cloth Myth?), comunemente conosciuti in alcuni paesi anche come Myth Cloth, sono una linea iniziata nel 2001 di numerosi action figure di grande successo basati sul manga e sulla serie animata de I Cavalieri dello zodiaco di Masami Kurumada. Questa linea poi è stata seguita da altre nuove come la Myth Cloth Ex. 

## Adattamenti animati
Del manga è stata realizzata una serie anime, I Cavalieri dello zodiaco di successo mondiale prodotta dalla Toei Animation dal 1986 al 1990 per un totale di 114 episodi, più una serie di 31 episodi OAV riferita alla terza parte del fumetto originale (Hades), trilogia di serie OAV prodotta fra il 2002 e il 2008, per un totale di 145 episodi, 5 film animati e un film remake in CG.
All'inizio degli anni '90 la Renaissance-Atlantic Entertainment pianificò di produrre una versione animata americana della serie (Guardians of the Cosmos) di cui fu realizzato un episodio pilota, la cui esistenza  è stata rivelata alla fine del documentario The Secret Stories of Saint Seiya, pubblicato dalla YouTuber Ray Mona nel dicembre 2022.
È stato prodotto un remake realizzato in computer grafica 3D, chiamato Saint Seiya - I Cavalieri dello zodiaco (Saint Seiya: Knigth of The Zodiac). La prima stagione è stata distribuita nel 2019 a livello internazionale da Netflix.
A partire dalla seconda stagione iniziata il 31 luglio 2022, Saint Seiya - I Cavalieri dello zodiaco viene distribuita dalla piattaforma Crunchyroll.

## Adattamenti Live Action
Un primo adattamento live action de I Cavalieri dello zodiaco (intitolato StarStrom) fu proposto negli anni '90, ma la cosa non incontrò il favore di Masami Kurumada. Più avanti (attraverso un'intervista pubblicata nella rivista francese AnimeLand nel 2003) l'autore rivelò di aver rifiutato l'offerta dopo la visione del pilot ritenendo che "l'essenza della serie non fosse stata preservata" .
Nel maggio del 2017 viene annunciato un film live action basato sull'opera classica dei Cavalieri dello Zodiaco per Hollywood, co-prodotto da Toei Animation e dalla compagnia di distribuzione cinese A Really Good Film. Rispettivamente produttore e produttori esecutivi del progetto saranno Yoshiyuki Ikezawa, Kozo Morishita e Masami Kurumada. Il regista è il polacco Tomasz Baginski.
A dicembre del 2018 nel sito della CFM FILMS, uno dei produttori del film, appare il primo teaser poster del film.
Nel marzo 2020 l'attrice Famke Janssen conferma che è coinvolta nel progetto, che era stato rallentato per problemi di budget e per via della pandemia dovuta al COVID-19, e che le riprese dovrebbero partire in estate.
Il 21 settembre 2021 The Hollywood Reporter riporta e conferma che Tomasz Baginski dirigerà il film live action, Josh Campbell e Matt Stuecken scriveranno il film e Andy Cheng sarà il coordinatore degli stunt e il coordinatore dei combattimenti. Mackenyu sarà il protagonista Seiya, Madison Iseman vestirà i panni di Sienna, Sean Bean sarà Alman Kiddo e Diego Tinoco nei panni di un uomo ingaggiato per uccidere la dea. Nel film figurano anche Famke Janssen, Nick Stahl e Mark Dacascos. Le riprese del film si sono svolte in Ungheria e Croazia e si sono concluse nella prima metà del 2022. L'uscita del film è prevista per il 2023. Al San Diego Comic-Con 2022 verranno mostrate le prime immagini del film.
Nei primi mesi del 2023 sono usciti a livello internazionale due trailer ufficiali del film il cui titolo è Saint Seiya: The Beginning, è annunciata la data ufficiale di uscita nei cinema Giapponesi cioè il 28 aprile 2023, mentre in Italia il film è in proiezione al cinema il 26/27/28 giugno 2023.

## Eventi
Nel giugno del 2016 in Giappone e agosto del 2016 in Cina (Hong Kong) vi sono state due convention commemorative per i trenta anni della serie classica di Masami Kurumada dove sono stati esposti centinaia di disegni tratti dal manga e anime, e venduti numerosi gadget commemorativi del manga e anime classico. Sono inoltre state esposte le armature dei dodici Gold Saint e i cinque Bronze Saint in Armature Divine in formato 1:1, cioè riprodotti a grandezza naturale.
Una terza manifestazione commemorativa del manga e anime classico di Saint Seiya si è tenuta nuovamente a Hong Kong nel marzo del 2018, con in mostra disegni, action figure e merchandising vario sulla serie classica di Saint Seiya, e anche varie Armature ricostruite in scala 1:1.